# Bomannsvik
Bomannsvik est une localité du comté d'Akershus, en Norvège et située au bord du Bunnefjorden dans la municipalité de Nesodden.

## Description
Bomansvik est avant tout un quartier résidentiel. Selon la définition de Statistics Norway, l'agglomération mesure 0,27 km2 et compte 233 habitants (2022).